# Chef (film)
Chef is een Amerikaanse komedie- en dramafilm uit 2014, geschreven en geregisseerd door Jon Favreau, die ook de hoofdrol speelt. De film ging in première op 7 maart op het South by Southwest Film Festival.

## Verhaal
Chef-kok Carl Casper wordt ontslagen en moet een nieuwe baan vinden. Hij gaat naar Miami waar zijn ex-vrouw Inez hem op het idee brengt om een voedselwagen te beginnen. Hij hoopt hiermee zijn passie voor koken en zijn levenslust terug te vinden. Hij knapt samen met zijn beste vriend Martin en zijn zoon Percy een oude wagen op. Ze reizen overal langs en hun zaak wordt een groot succes.

## Rolverdeling
| Acteur                 | Rol           |
| ---------------------- | ------------- |
| Jon Favreau            | Carl Casper   |
| Sofía Vergara          | Inez          |
| John Leguizamo         | Martin        |
| Scarlett Johansson     | Molly         |
| Oliver Platt           | Ramsey Michel |
| Bobby Cannavale        | Tony          |
| Dustin Hoffman         | Riva          |
| Robert Downey jr.      | Marvin        |
| Amy Sedaris            | Jen           |
| Russell Peter          | Politieagent  |
| Emjay Anthony          | Percy         |
| Jose Caridad Hernandez | "Perico"      |

Zanger Gary Clark Jr. treedt in de film op.